# Asilus erax
Asilus erax là một loài ruồi trong họ Asilidae. Asilus erax được Müller miêu tả năm 1776. Loài này phân bố ở vùng Cổ Bắc giới.